# Luca Sigrist (Handballspieler)
Luca Sigrist (* 4. Oktober 2005 in Luzern) ist ein Schweizer Handballspieler. Der 1,86 m grosse Rückraumspieler spielt seit 2022 für den Schweizer Verein HC Kriens-Luzern und steht zudem im Aufgebot der Schweizer Nationalmannschaft.

## Karriere

### Verein
Luca Sigrist spielte in seiner Jugend für die SG Pilatus und die Handballriege Hochdorf. Seit der Saison 2022/23 steht er beim HC Kriens-Luzern in der Quickline Handball League (QHL) unter Vertrag. In der Saison 2022/23 kam er in U19-Mannschaft der SG Pilatus, in der zweiten Männer-Mannschaft von Kriens-Luzern und in der QHL zum Einsatz. In der Saison 2023/24 lief er parallel für Handball Emmen in der NLB auf und warf 166 Tore in 19 Ligaspielen. Mit Kriens-Luzern wurde er Schweizer Cupsieger 2022/23 und 2024/25.
Zur Saison 2026/27 wird er zum deutschen Bundesligisten MT Melsungen wechseln.

### Nationalmannschaft
Mit der Schweizer Jugend-Nationalmannschaft und der Schweizer Junioren-Nationalmannschaft nahm Sigrist an der U18-Europameisterschaft 2022, der U20-Europameisterschaft 2022 und der U20-Europameisterschaft 2024 teil.
In der Schweizer A-Nationalmannschaft debütierte er am 7. November 2024 gegen Deutschland. An der Weltmeisterschaft 2025 warf er fünf Tore in fünf Spielen und erreichte mit der Auswahl den 11. Platz.

### Erfolge
- 2× Schweizer Cupsieger: 2022/23, 2024/25

## Privates
Sein Bruder Nicola spielt ebenfalls Handball.